# Rowmund Piłsudski

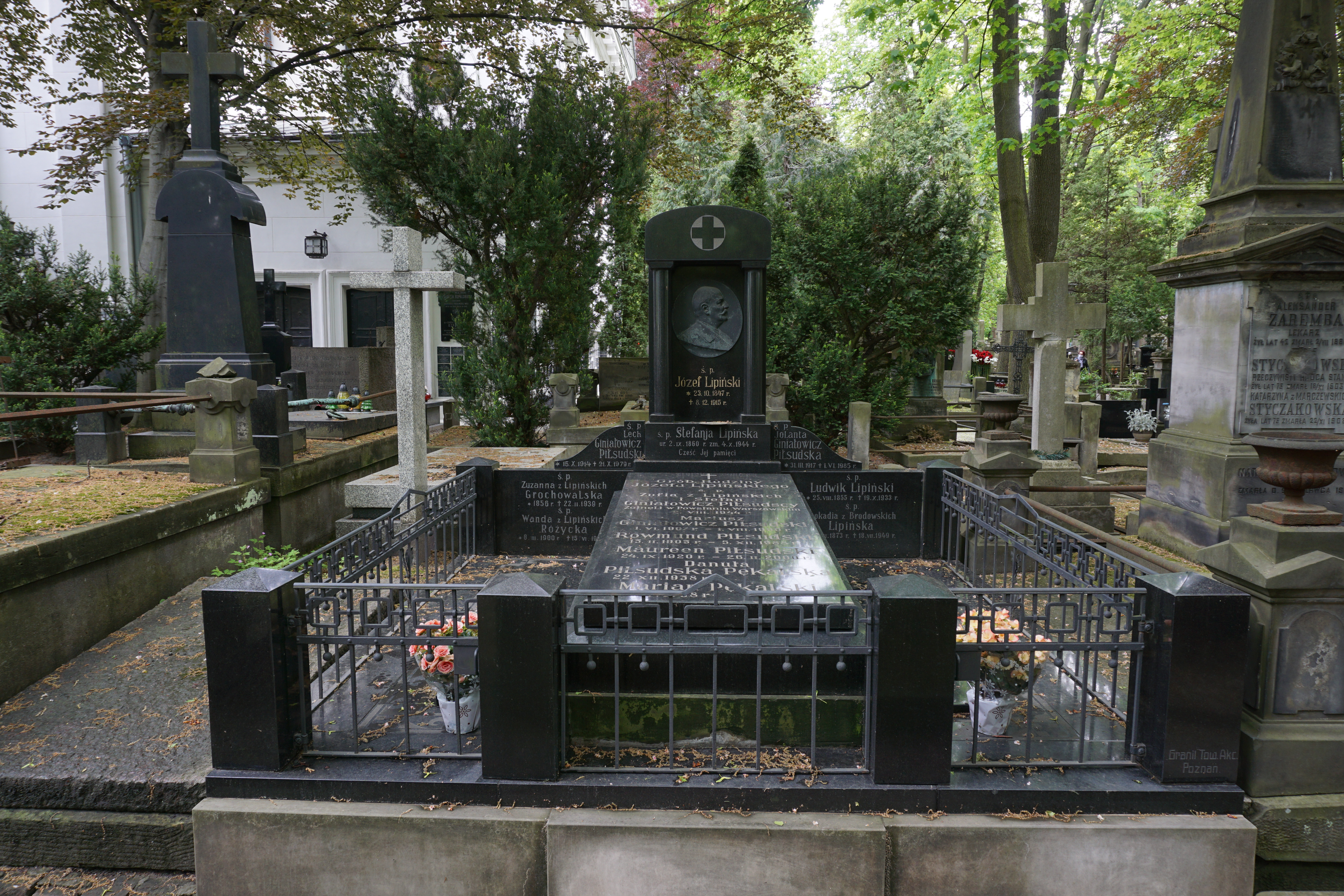
Grób Rowmunda Piłsudskiego na cmentarzu Powązkowskim

Rowmund Piłsudski (ur. 13 lutego 1903 w Warszawie, zm. 5 grudnia 1988 w Londynie) – polski pisarz polityczny.

## Życiorys
Absolwent Wydziału Nawigacyjnego Szkoły Morskiej w Tczewie z 1923, rok później stanął na czele Związku Absolwentów tej uczelni. Członek Korporacji Akademickiej "Regia".
W okresie II RP na czele niewielkiego środowiska konserwatywno-imperialnego. Po przewrocie majowym był prezesem akademickiej Myśli Mocarstwowej i Legii Mocarstwowej. W 1932 był prezesem Polskiego Związku Towarzystw Kolarskich. Był przywódcą emigracyjnego Polskiego Ruchu Wolnościowego "Niepodległość i Demokracja". Należał do zwolenników federalizmu jako jedynego rozwiązania dla Polski i Europy.
Według jego koncepcji na federację europejską składać miały się federacje lokalne: skandynawska, zachodnioeuropejska i wschodnioeuropejska. Niemcy istniałyby jako osobny podmiot federacyjny. Konfederacja Europejska miała być częścią światowego systemu federalnego. W skład Światowej Organizacji Federalnej wejść miały: Konfederacja Europejska, Brytyjska Wspólnota Narodów, Związek Radziecki i Chiny. Na czele ŚOF stać miał Rząd Światowy. Federacja miała więc mieć charakter trójstopniowy.
Był dalekim krewnym Józefa Piłsudskiego. Należał do linii szyłełsko-czabiskiej gałęzi rodu Piłsudskich, marszałek zaś do wileńskiej. Linie te rozeszły się w końcu XVII wieku.
W 1988 pośmiertnie został odznaczony przez Prezydenta Rzeczypospolitej na uchodźstwie Krzyżem Komandorskim Orderu Odrodzenia Polski.
Spoczywa na cmentarzu Powązkowskim w Warszawie (kwatera 11-4-23/24).